# 조피 샤를로테 추 메클렌부르크슈트렐리츠 공녀
메클렌부르크슈트렐리츠의 조피 샤를로테(Sophie Charlotte, Herzogin zu Mecklenburg, 1744년 5월 19일 ~ 1818년 11월 17일)은 영국 국왕 조지 3세의 왕비이다. 메클렌부르크슈트렐리츠 공작 카를 루트비히의 막내딸로 태어나, 17세의 나이에 조지 3세와 결혼했다. 당시 영국 궁정의 실권은 조지 3세의 모후인 작센고타의 아우구스타가 쥐고 있었고, 샬럿 또한 그녀의 영향력 하에서 무력한 존재였다. 남편 조지와의 관계는 양호해서 9남 6녀의 자식을 두었다. 그녀는 헨델이나 요한 크리스티안 바흐 등 여러 음악가들을 후원하였고, 식물학에도 조예가 깊었다. 1818년 아들 조지 4세가 지켜보는 가운데 숨을 거두었고 윈저 성의 세인트 조지 예배당에 묻혔다. 빅토리아 여왕의 할머니이다.

## 가족 관계
조피 샤를로테의 아들들 중 하노버를 물려받은 다섯째 아들 에른스트 아우구스트 1세의 남자 직계 후손이 현재까지도 전한다. 이들은 독일 국적으로 영국의 왕위 계승권을 박탈당한 상태이다.
그 밖에 넷째 아들 윌리엄 4세의 사생아 아들들의 후손들은 영국에 체류하고 있다.
- 왕비 메클렌부르크슈트렐리츠의 샬럿
  - 조지 4세(1762~1830) 영국 국왕, 하노버 국왕
    - 웨일스 공녀 샬럿

  - 프레더릭(1763~1827) 요크와 올버니의 공작
  - 윌리엄 4세(1765~1837) 영국 국왕, 하노버 국왕
  - 샬럿(1766~1828) 뷔르템베르크 왕비
  - 에드워드(1767~1820) 켄트와 스트래선의 공작
    - 빅토리아

  - 오거스타 소피아(1768~1840)
  - 엘리자베스(1770~1840) 헤센홈부르크 방백비
  - 어니스트 오거스터스(1771~1851) 하노버 국왕
  - 오거스터스 프레더릭(1773~1843) 서식스 공작
  - 아돌푸스(1774~1850) 케임브리지 공작
  - 메리(1776~1857)
  - 소피아(1777~1848)
  - 옥테이비어스(1779~1783)
  - 앨프레드(1780~1782)
  - 아멜리아(1783~1810)

## 같이 보기
- 샬럿
- 샬럿타운